# Завидовка (Горецкий район)
Зави́довка (бел. Завідаўка) — деревня в составе Горского сельсовета Горецкого района Могилёвской области Белоруссии.

## Население
- 1999 год — 32 человека
- 2010 год — 8 человек